# Simon zur Lippe (Domherr)
Simon zur Lippe (* im 13. Jahrhundert; † 1334) war Domherr in Münster.

## Leben

### Herkunft und Familie
Simon von der Lippe war der Sohn des Simon I. zur Lippe und dessen Gemahlin Adelheid von Waldeck (Tochter des Junkers Heinrich von Waldeck) und wuchs zusammen mit seinen zehn Geschwistern auf
- Bernhard (1277–1341), Fürstbischof von Paderborn
- Hermann († ca. 1324), Kleriker
- Heinrich († ca. 1336), Dompropst in Minden und Domscholaster in Münster
- Diedrich († nach 8. September 1326), Ritter im Deutschen Orden
- Bernhard V. (* um 1290; † vor 1365), Herr von Lippe (Rheda), ⚭ Richarda von der Mark
- Adolf
- Mechthild († nach 9. April 1366), ⚭ Graf Johann II. von Bentheim († 1332)
- Adelheid (1298–1324), ⚭ Hermann II. von Everstein
- Otto (* um 1300, † um 1360), Herr von Lippe in Lemgo, ⚭ Irmgard von der Mark
- Hedwig (* vor 1313; † nach 5. März 1369), ⚭ Adolf VII. von Holstein-Schauenburg († 1352)

### Wirken
Am 19. Juni 1326 erhielt Simon von Papst Johannes XXII. eine Zusage auf eine münsterische Dompräbende. Über seinen Lebensweg gibt die Quellenlage wenig Aufschluss. Überliefert ist lediglich, dass Simon kurz vor dem 21. März 1334 verstorben und im Kloster Marienfeld begraben ist.